# Красный лори
Красный лори (лат. Eos bornea) — вид птиц из отряда попугаеобразных.

## Внешний вид
Длина тела 30 см, хвоста 10—11 см. Окраска оперения ярко-красная. Кроющие перья плеча, перевязь с обеих сторон и подхвостье синего цвета. Верхняя сторона рулевых перьев коричнево-красная, кончики маховых перьев чёрно-коричневые. Окраска клюва в жёлтых и оранжевых тонах. Радужка коричневая. Ноги и восковица серые. Самки почти не отличаются от самцов.

## Распространение
Обитает на южных Молуккских островах (Малайский архипелаг): Буру, Амбон, на островах Ватубе.

## Образ жизни
Самка откладывает два яйца. Примерно через 4 недели появляются птенцы, вылетают они из гнезда примерно через 2—2,5 месяца.

## Классификация
Вид включает в себя 2 подвида.
- Eos bornea bornea (Linnaeus, 1758)
- Eos bornea cyanonotha (Vieillot, 1818)

В зависимости от классификации количество подвидов может варьировать, и вид может включать до 4 подвидов, в том числе:
- Eos bornea bernsteini
- Eos bornea rothschildi